# Mildred-Harnack-Schule
Die Mildred-Harnack-Schule ist eine integrierte Sekundarschule mit gymnasialer Oberstufe im Berliner Ortsteil Lichtenberg. Sie ist eine Staatliche Europaschule Berlins (SESB) mit der Sprachkombination Deutsch/Russisch. Die Schule entstand in den 1900er Jahren als Schule für die damalige Gemeinde Lichtenberg. Seit 1972 trägt die Oberschule den Namen der US-amerikanisch-deutschen Widerstandskämpferin Mildred Harnack, die auch als Literaturwissenschaftlerin und Übersetzerin tätig war.
Die umliegenden Straßen des Wohngebietes Frankfurter Allee Süd sind wie die Schule selbst nach Widerstandskämpfern benannt. Am 24. Mai 2011 wurde neben der Schule ein vom Künstler Achim Kühn geschaffenes Denkmal für die Rote Kapelle eingeweiht.

## Allgemeine Informationen
Die 5- bis 6-zügige Integrierte Sekundarschule verfügt über zwei Gebäudeteile, ein DDR-Flachdach-Typenbau (Gebäude A) und das markante Gebäude B mit angrenzender Aula (ehemalige Turnhalle). Auf dem Schulhof ergänzt eine Turnhalle den Schulstandort.
Die Mildred-Harnack-Schule bietet im SESB-Bereich speziellen Unterricht für russische Muttersprachler an. Daneben werden im Regelschulbereich in jedem Jahrgang bilinguale Klassen eröffnet, in denen ein Teil des Unterrichts auf Englisch erfolgt.
Neben der ersten Fremdsprache Englisch werden Spanisch, Französisch und Latein als weitere Fremdsprachen angeboten. Der Bereich Theater/Darstellendes Spiel bringt regelmäßig Aufführungen in der Aula auf die Bühne. Der WPU-Fußball kooperiert erfolgreich mit Lichtenberger Vereinen und gewinnt mit der Schulauswahl regelmäßig auf Bezirksebene. Im Rahmen des Programms DFB-Juniorcoach bildete die Schule Nachwuchstrainer aus.
Die Lew-Tolstoi-Grundschule und die Grundschule am Brandenburger Tor in Berlin sind Partnerschulen für die russischen Europaklassen. Die Hochschule für Technik und Wirtschaft Berlin ist Partnerin im Lichtenberger Netzwerk für bilinguale deutsch-russische Bildung und Kultur.

## Gebäude
Das ältere Schulgebäude der Mildred-Harnack-Schule (heute Gebäude B) wurde 1904/1905 als VIII. und IX. Gemeindeschule (Doppelschule = eine Hälfte für Knaben, eine Hälfte für Mädchen) nach Plänen des Architekten Hans Schütte in der damaligen Pfarrstraße 7 errichtet. Es handelt sich um einen Putzbau in vier Geschossen mit sechzehn Achsen, abgeschlossen mit einem ziegelgedeckten Walmdach. Der Erdgeschossbereich entlang der Schulze-Boysen-Straße und auf der Hofseite ist rustiziert, die Hoffassade war zudem mit einem Ornamentmuster aus Verblendziegeln zwischen den Geschossen geschmückt. Noch in den 1980er Jahren wurden die Ornamente durch Großbuchstaben in der Reihenfolge des Alphabets abgelöst. Auf beiden Längsseiten betonen übergiebelte Mittelrisalite die Bausymmetrie. Auffällig ist der große Portalvorbau, ebenfalls rustiziert und zwei große rundbogige Treppenhausfenster tragend. Jede Seite der Schule verfügt über ein giebelseitiges Treppenhaus, das je in einer kreuzgratgewölbten Halle beginnt bzw. endet. Auf der nördlichen Giebelseite ist eine eingeschossige Halle mit rechteckigem Grundriss angebaut, die sowohl als Turnhalle als auch als Aula genutzt wurde. Dieser Bau weist ein steiles Pultdach auf und Rundbogenfenster, zwischen denen Stummel-Strebebögen die Dachkonstruktion halten. Auf der anderen Giebelseite befindet sich ein Seiteneingang, der in Jugendstil-Pfeilerarchitektur ausgeführt ist.
Am 28. April 2005 fand anlässlich des 100-jährigen Bestehens des Schulstandortes ein Festakt statt, bei dem die ehemalige Schülerin Petra Pau (Die Linke) die Festrede hielt.
Seit den 1970er Jahren steht das Bauensemble unter Denkmalschutz.
In derselben Zeit wurde der Standort um das heutige Gebäude A ergänzt, ein für die DDR typischer Schulbau in Plattenbauweise, genauer des sog. Gangtyps Berlin SK, nach welcher auch andere Schulen in Lichtenberg und Ostberlin errichtet worden sind. Zur Schule gehörte bis 2005 auch ein drittes Gebäude C gleichen Typs außerhalb des Schulgeländes, eine frühere Grundschule, welche abgerissen und durch ein Kulturgebäude ersetzt wurde. Ab 2012 wurden Schulhof und Sporthalle der Schule modernisiert. Eine umfangreiche Gebäudesanierung des Altbaus (Gebäude B) fand im Jahr 2015 statt. Bauherr war dabei das Bezirksamt Lichtenberg von Berlin. Momentan wird das Gebäude A saniert.

## Ehemalige Schüler
- Petra Pau (* 1963), Politikerin (MdB, Die Linke)
- Aram Arami (* 1993), Schauspieler